# Makita
Makita er en japansk virksomhed, der fremstiller powertools. Selskabet blev grundlagt den 21. marts 1915 og ligger i Anjō, Japan og driver virksomheder i Brasilien, Kina, Japan, Mexico, Rumænien, USA, Tyskland, Dubai, Thailand og USA. I 2012 omsatte virksomheden for $2,9 mia..